# Grupo Compostela
Die Compostela Group of Universities (CGU) ist ein europäisches Netzwerk aus Universitätsverbänden, das 1993 gegründet wurde. Mittlerweile gehören siebzig europäische Universitäten dieser Gruppe an. Das Ziel dieser Vereinigung ist die Förderung einer Zusammenarbeit zwischen Forschern der einzelnen Universitäten.

## Geschichte
Im Jahre 1993 knüpfte die Universität Santiago de Compostela Kontakte mit anderen Hochschulen, die geographisch am Jakobsweg angesiedelt sind. Das Hauptziel war, ein universitäres Netzwerk zu schaffen, das die Zusammenarbeit mit anderen Universitäten fördern und dazu verhelfen sollte, das kulturelle und historische Erbe, das sich rund um den Pilgerweg etabliert hat, zu schützen.
Am 2. bis 4. September 1993 versammelten sich die Vertreter von 57 europäischen Universitäten in Santiago, um gemeinsam die  Richtlinien und Ziele der Vereinigung festzulegen. Es handelte sich um drei wesentliche Punkte:
- Stärkung der Kommunikation zwischen den Universitätsmitgliedern
- Organisation von Veranstaltungen zu wichtigen europäischen Themen
- Förderung der Mobilität zur Verbreitung der Kulturen und Sprachen von Europa.

Eine Kommission, die sich aus Repräsentanten der Universitäten in Valladolid, Liège, Nantes, Göttingen, Minho, Jaume I und Santiago de Compostela zusammensetze, legte die endgültigen Grundsätze der Universitätsgruppe Compostela fest. Beim konstitutionellen Treffen vom 2.–3. September 1994 in der Universität Santiago de Compostela wurden die Grundsätze verabschiedet.

## Internationale Auszeichnung: Compostela-Xunta de Galicia prize
Im Jahre 1996 unterzeichneten die Universitätsgruppe Compostela und das Ministerium für Kultur, Soziale Kommunikation und Tourismus der galicischen Regionalregierung (Xunta de Galicia) die Vereinbarung für die internationale Auszeichnung „Compostela-Xunta de Galicia prize“.  Es handelt sich um einen Preis, der jährlich einer Person oder Institution verliehen wird, die sich durch ihr Engagement zur Förderung des gemeinsamen europäischen Ideals und der Erhaltung des kulturellen Erbes besonders hervorgetan hat. Die Jury setzt sich zusammen aus dem Präsidenten der galicischen Regionalregierung (Vorsitz) sowie dem Kulturminister, Bildungsminister und Universitätsdirektor der galicischen Regionalregierung. Die Universitätsgruppe Compostela wird vom Präsidenten und drei Rektoren der Mitgliedsuniversitäten vertreten. Die Rektoren werden jährlich vom Generalrat bestimmt. Die Kandidaten für die Auszeichnung werden entweder von der galicischen Regierung, oder von den CGU Universitäten nominiert. Der Gewinner bekommt eine Goldmedaille in Form einer Muschel (das Symbol für die Pilgerreise nach Santiago) sowie eine finanzielle Förderung.

## Führende Universitäten
- Universität Santiago de Compostela
  - Edificio Elisa e Jimena Fernández de la Vega (R/Casas Reais, 8, Santiago de Compostela).

| Belgien - Erasmushogeschool Brussel Brasilien - Universidade Estadual Paulista Volksrepublik China - Zhejiang Wanli University Dänemark - Universität Kopenhagen Deutschland - Philipps-Universität Marburg - Universität Regensburg Dominikanische Republik - Technological Institute of Santo Domingo Finnland - Universität Oulu Frankreich - Universität Nantes Georgien - Grigol-Robakidse-Universität - Staatliche Ilia-Universität Griechenland - Nationale und Kapodistrias-Universität Athen - Universität Ioannina Indonesien - University of Surabaya Italien - Universität Perugia - Universität Enna - Università telematica internazionale Uninettuno Litauen - Kazimieras-Simonavičius-Universität Luxemburg - Centre Robert Schuman Malta - Universität Malta Mexiko - Anáhuac Xalapa University - Centro de Enseñanza Técnica y Superior - Instituto Tecnológico y de Estudios Superiores de Monterrey - University La Salle, AC - University of Monterrey Niederlande - Hogeschool Hertogenbosch Norwegen - Universität Bergen Panama - Columbus University Peru - Universidad de Lima - Universidad Nacional Federico Villarreal - Universidad Nacional Mayor de San Marcos - Universidad Peruana de Ciencias Aplicadas - Universidad de Piura - Päpstliche Katholische Universität von Peru |  | Polen - Adam-Mickiewicz-Universität Posen - Universität Łódź Portugal - Universität Minho Serbien - University Business Academy in Novi Sad Slowakei - Paneuropäische Hochschule Spanien - Universidad de Almería - Universität Baskenland - Universität Burgos - Universität Cádiz - Universidad de Cantabria - Universidade da Coruña - Universität Extremadura - Universität La Laguna - Universität Las Palmas de Gran Canaria - Universidad de León - Universität Lleida - Universität Málaga - Universidad Politécnica de Cartagena - Universität Oviedo - Universität Rey Juan Carlos - Universität Salamanca - Universität Santiago de Compostela - Universität Saragossa - Universität Sevilla - Universität Valencia - Universität Vigo - Universität Jaume I - Polytechnische Universität Madrid Schweden - Universität Karlstad Schweiz - Universität Fribourg Tschechien - Masaryk-Universität Ungarn - Universität Pécs Vereinigtes Königreich - University of Worcester Vereinigte Staaten - University of Arizona Belarus - Yanka Kupala State University of Grodno |

Assoziierte Mitglieder: CHE Consult (Hochschulberatungsunternehmen und Ausgründung vom Gemeinnützigen Centrum für Hochschulentwicklung)
Mitwirkende Institutionen: CONAHEC – Vereinigung für Universitäre Zusammenarbeit in Nordamerika